# Versailleux
Versailleux est une commune française, située dans le département de l'Ain en région Auvergne-Rhône-Alpes.

## Géographie
Versailleux fait partie de la Dombes. Le village est situé au cœur d'un immense complexe de zones humides relativement artificialisées constitué de milliers d'étangs piscicoles, de chasse, de pêche et de loisir à 37 km de Lyon et 30 km de Bourg-en-Bresse.

### Climat
Pour des articles plus généraux, voir Climat d'Auvergne-Rhône-Alpes et Climat de l'Ain.
En 2010, le climat de la commune est de type climat océanique dégradé des plaines du Centre et du Nord, selon une étude du CNRS s'appuyant sur une série de données couvrant la période 1971-2000. En 2020, Météo-France publie une typologie des climats de la France métropolitaine dans laquelle la commune est dans une zone de transition entre le climat semi-continental et le climat de montagne et est dans la région climatique Bourgogne, vallée de la Saône, caractérisée par un bon ensoleillement (1 900 h/an), un été chaud (18,5 °C), un air sec au printemps et en été et des vents faibles.
Pour la période 1971-2000, la température annuelle moyenne est de 11,3 °C, avec une amplitude thermique annuelle de 17,7 °C. Le cumul annuel moyen de précipitations est de 951 mm, avec 10,9 jours de précipitations en janvier et 7,6 jours en juillet. Pour la période 1991-2020, la température moyenne annuelle observée sur la station météorologique de Météo-France la plus proche, sur la commune de Marlieux à 10 km à vol d'oiseau, est de 12,2 °C et le cumul annuel moyen de précipitations est de 909,1 mm,. Pour l'avenir, les paramètres climatiques de la commune estimés pour 2050 selon différents scénarios d'émission de gaz à effet de serre sont consultables sur un site dédié publié par Météo-France en novembre 2022.

## Urbanisme

### Typologie
Au 1er janvier 2024, Versailleux est catégorisée commune rurale à habitat dispersé, selon la nouvelle grille communale de densité à 7 niveaux définie par l'Insee en 2022.
Elle est située hors unité urbaine. Par ailleurs la commune fait partie de l'aire d'attraction de Lyon, dont elle est une commune de la couronne,. Cette aire, qui regroupe 397 communes, est catégorisée dans les aires de 700 000 habitants ou plus (hors Paris),.

### Occupation des sols
L'occupation des sols de la commune, telle qu'elle ressort de la base de données européenne d’occupation biophysique des sols Corine Land Cover (CLC), est marquée par l'importance des territoires agricoles (70,9 % en 2018), en augmentation par rapport à 1990 (68,8 %). La répartition détaillée en 2018 est la suivante : 
terres arables (35,9 %), zones agricoles hétérogènes (30,3 %), eaux continentales (24,8 %), prairies (4,7 %), forêts (4,3 %).
L'évolution de l’occupation des sols de la commune et de ses infrastructures peut être observée sur les différentes représentations cartographiques du territoire : la carte de Cassini (XVIIIe siècle), la carte d'état-major (1820-1866) et les cartes ou photos aériennes de l'IGN pour la période actuelle (1950 à aujourd'hui).

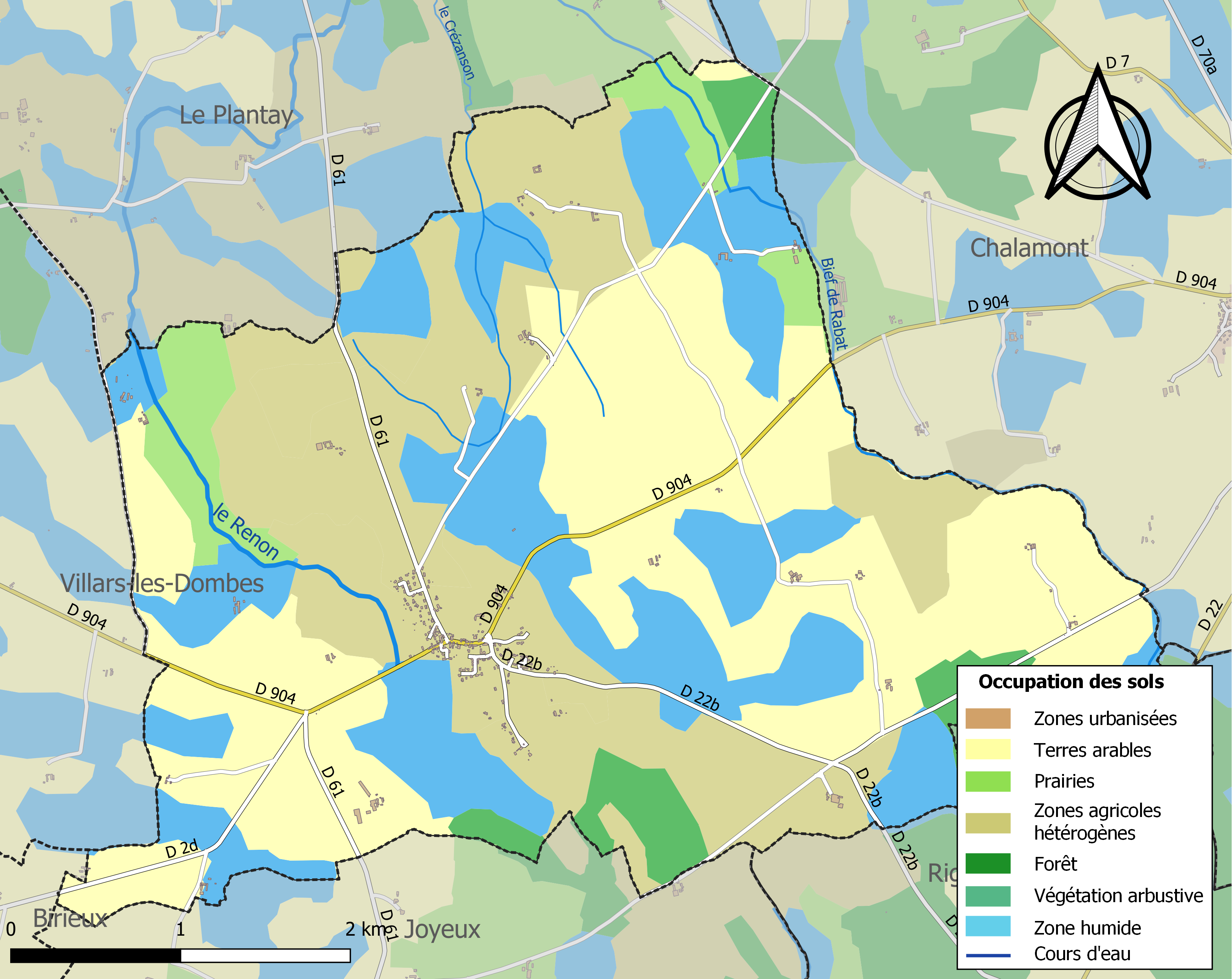
Carte des infrastructures et de l'occupation des sols de la commune en 2018 (CLC).

## Toponymie

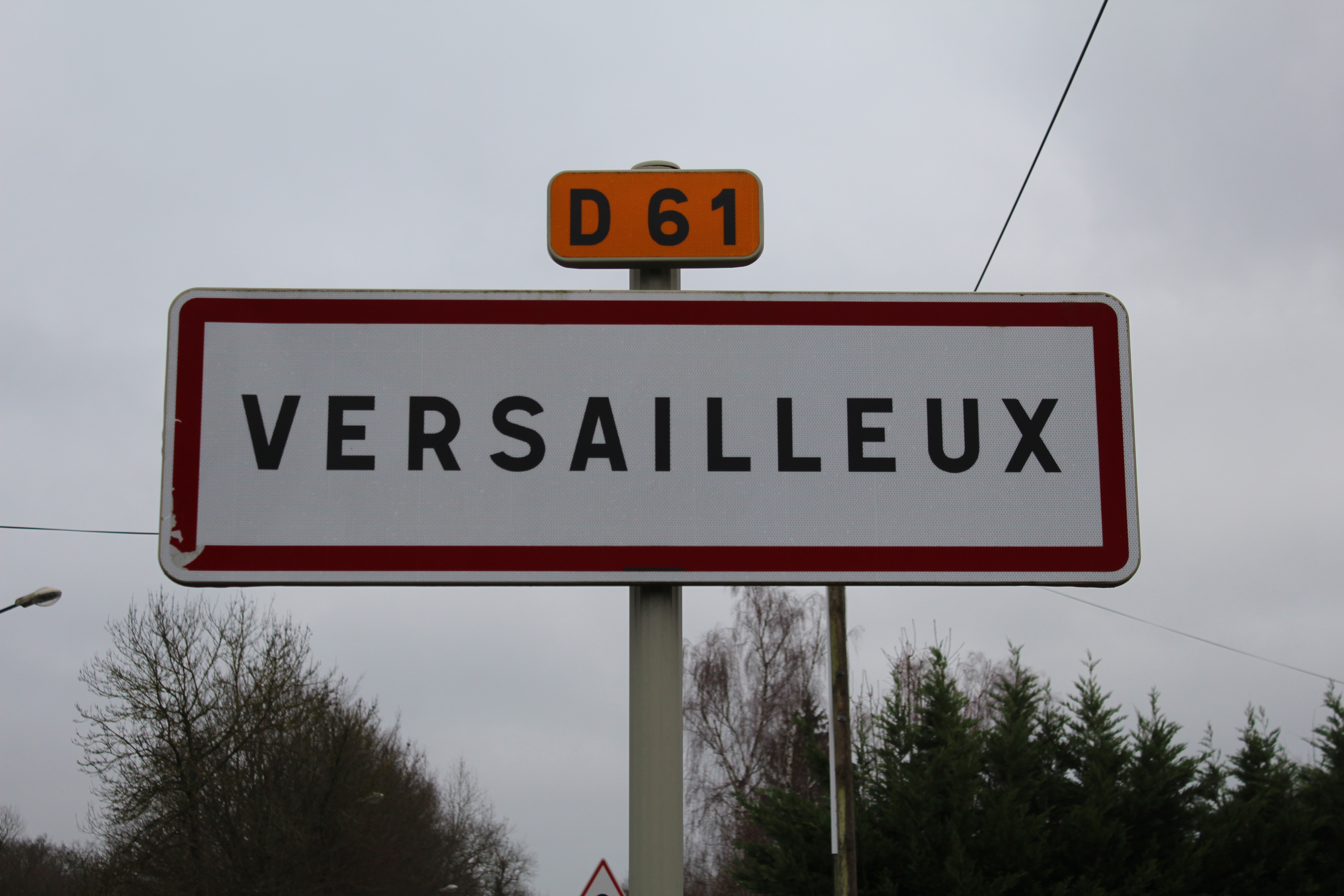
Panneau d'entrée.

Ecclesia de Vassalliaco (1103) ; Castrum de Vassaliaco (1299-1369) ; La mayson fort de Vassalleu (1317) ; Castrum, burgum et mandamentum de Vassaillaco (1334) ; Vassaliacus (1401 environ) ; Vassaleu (1191) ; Vassalieu (1226) ; Vassailieu (1226) ; Vassaillieu (1243) ; Vassalie (1250) ; Vassailliacus (1258) ; Vassayliacus (1272) ; Vassalleu (1274) ; Vassailleu (1285) ; Vassalyacus (1334) ; Vassaliuz (1447) ; Varsalieu ou sainct George de Regnens (1613) ; Versalieu (1699) ; Vassalieu (1670) ; Versailleux (1743) ; Vassallieu (XVIIIe siècle).
Il s'agit d'un type toponymique gaulois en -(i)acum, suffixe localisant à l'origine et marquant ensuite la propriété, il a pris localement la forme d'une terminaison -(i)eu(x). Le premier élément est le nom de personne gaulois Vassalus, dérivé de vassus « serviteur », et qui a donné le français vassal et son dérivé valet (anciennement vaslet).
La forme moderne est tardive et est liée à l'attraction du nom de Versailles.

## Histoire
Le 23 février 2006, pendant le début de l'épidémie de grippe aviaire en France, environ 400 dindes d'un élevage de 11 000 bêtes sont mortes selon la presse, faisant suspecter leur contamination par le virus H5N1. L'élevage étant confiné, les dindes n'en étaient jamais sorties. La commune de Joyeux, dans laquelle le premier cas français a été détecté le 13 février, se trouve à quelques kilomètres au sud.
Tous les animaux de l'exploitation ont été abattus. C'était le premier cas de H5N1 dans un élevage français et dans l’Union européenne. La contamination pourrait avoir eu lieu parce que la paille destinée à la litière était à l'extérieur et a pu être souillée par des déjections d'oiseaux migrateurs.

## Politique et administration

### Découpage territorial
La commune de Versailleux est membre de la communauté de communes de la Dombes, un établissement public de coopération intercommunale (EPCI) à fiscalité propre créé le 1er janvier 2017 dont le siège est à Châtillon-sur-Chalaronne. Ce dernier est par ailleurs membre d'autres groupements intercommunaux.
Sur le plan administratif, elle est rattachée à l'arrondissement de Bourg-en-Bresse, au département de l'Ain et à la région Auvergne-Rhône-Alpes. Sur le plan électoral, elle dépend du  canton de Ceyzériat pour l'élection des conseillers départementaux, depuis le redécoupage cantonal de 2014 entré en vigueur en 2015, et de la quatrième circonscription de l'Ain  pour les élections législatives, depuis le dernier découpage électoral de 2010.

### Administration municipale
| Période                                  | Période  | Identité            | Étiquette | Qualité                                                                                     |
| ---------------------------------------- | -------- | ------------------- | --------- | ------------------------------------------------------------------------------------------- |
| 1887                                     | 1940     | Pierre de Monicault | URD       | Député de 1919 à 1932, nommé Président du Conseil départemental de l'Ain en décembre 1942   |
| Les données manquantes sont à compléter. |          |                     |           |                                                                                             |
| 1989                                     | 1999     | André Josserand     |           | Démission en cours de mandat                                                                |
| 1999                                     | 2003     | Michel Nesme        |           | Artisan Démission en cours de mandat                                                        |
| 2003                                     | En cours | Gérard Branchy      | DVG       | Professeur de collège Conseiller général du canton de Chalamont Réélu en 2008, 2014 et 2020 |

## Démographie
L'évolution du nombre d'habitants est connue à travers les recensements de la population effectués dans la commune depuis 1793. Pour les communes de moins de 10 000 habitants, une enquête de recensement portant sur toute la population est réalisée tous les cinq ans, les populations de référence des années intermédiaires étant quant à elles estimées par interpolation ou extrapolation. Pour la commune, le premier recensement exhaustif entrant dans le cadre du nouveau dispositif a été réalisé en 2004.
En 2022, la commune comptait 500 habitants, en évolution de +18,76 % par rapport à 2016 (Ain : +5,15 %, France hors Mayotte : +2,11 %).
| 1793 | 1800 | 1806 | 1821 | 1831 | 1836 | 1841 | 1846 | 1851 |
| ---- | ---- | ---- | ---- | ---- | ---- | ---- | ---- | ---- |
| 269  | 282  | 332  | 304  | 363  | 352  | 369  | 416  | 405  |

| 1856 | 1861 | 1866 | 1872 | 1876 | 1881 | 1886 | 1891 | 1896 |
| ---- | ---- | ---- | ---- | ---- | ---- | ---- | ---- | ---- |
| 414  | 413  | 436  | 435  | 395  | 412  | 441  | 414  | 398  |

| 1901 | 1906 | 1911 | 1921 | 1926 | 1931 | 1936 | 1946 | 1954 |
| ---- | ---- | ---- | ---- | ---- | ---- | ---- | ---- | ---- |
| 377  | 393  | 381  | 340  | 317  | 305  | 286  | 290  | 248  |

| 1962 | 1968 | 1975 | 1982 | 1990 | 1999 | 2004 | 2006 | 2009 |
| ---- | ---- | ---- | ---- | ---- | ---- | ---- | ---- | ---- |
| 221  | 205  | 198  | 210  | 219  | 255  | 326  | 327  | 331  |

| 2014 | 2019 | 2022 | - | - | - | - | - | - |
| ---- | ---- | ---- | - | - | - | - | - | - |
| 397  | 472  | 500  | - | - | - | - | - | - |

## Culture et patrimoine

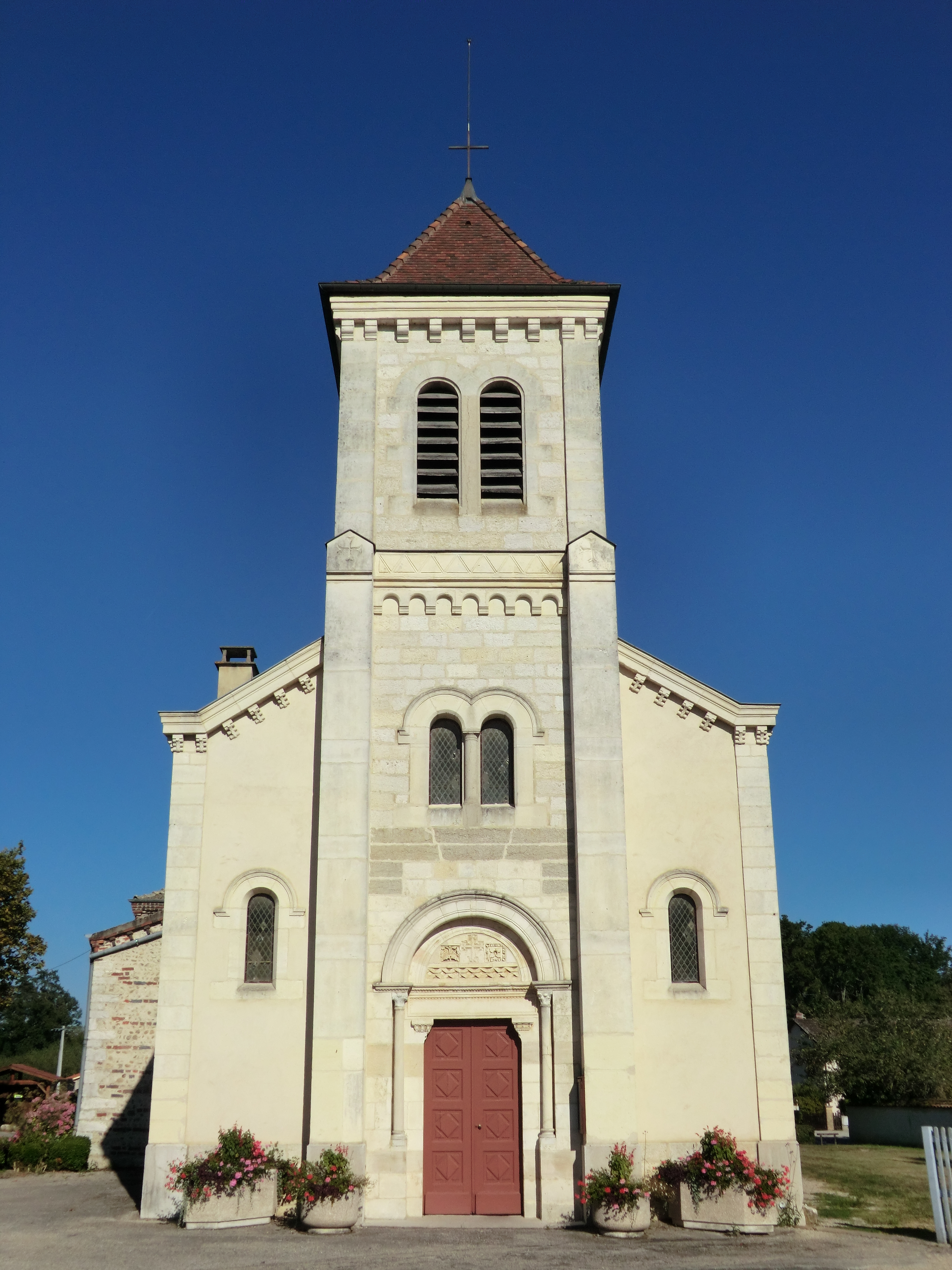
Église Saint-Pierre-Saint-Paul de Versailleux.

### Lieux et monuments
- Le château de Versailleux, ancienne demeure des sires de Vassalieu, date du XIIe siècle. Seul le donjon carré subsiste de cette époque, puisque le reste du château a été reconstruit en carrons (briques traditionnelles) après la Révolution française. Il sert aujourd'hui de cadre à des concerts, notamment lors du festival de cuivres en Dombes et également de lieu de réception pour des mariages ou des événements professionnels.
- L'église romane Saint-Pierre-Saint-Paul, inscrite au registre des monuments historiques.
- Le parc ornithologique de 23 hectares.

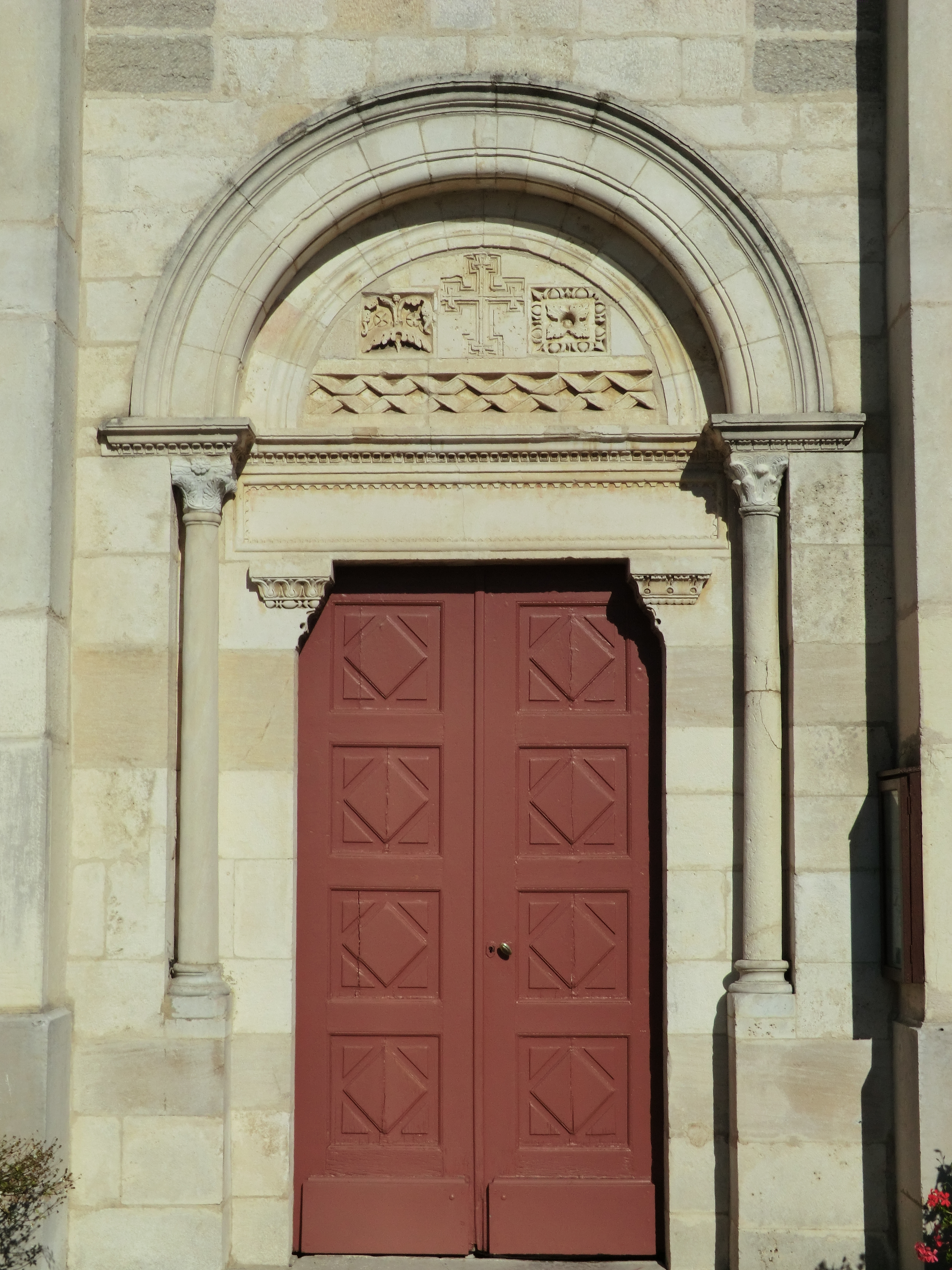
Porte de l'église Saint-Pierre-Saint-Paul de Versailleux.
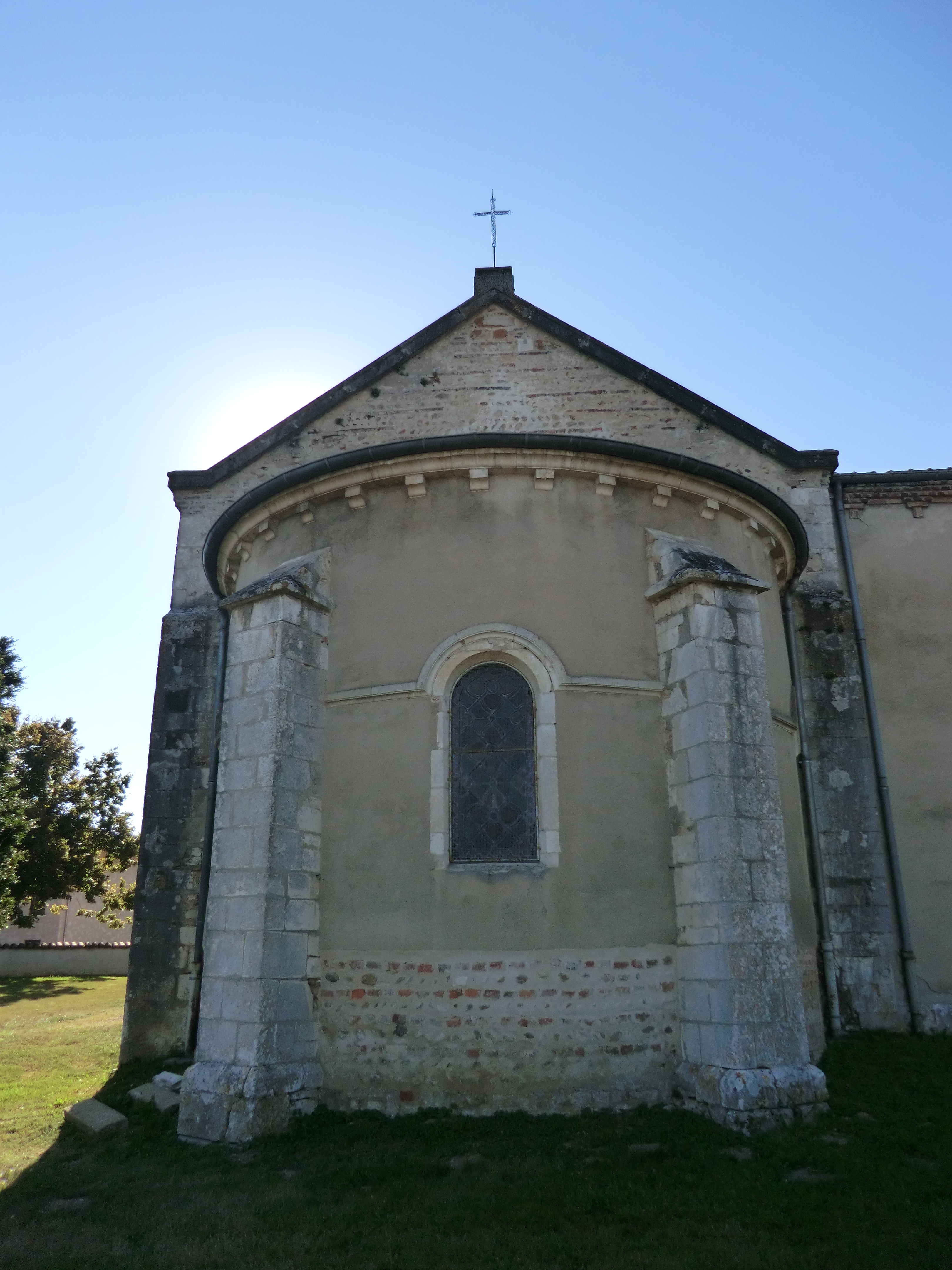
Chapelle nord de l'église.
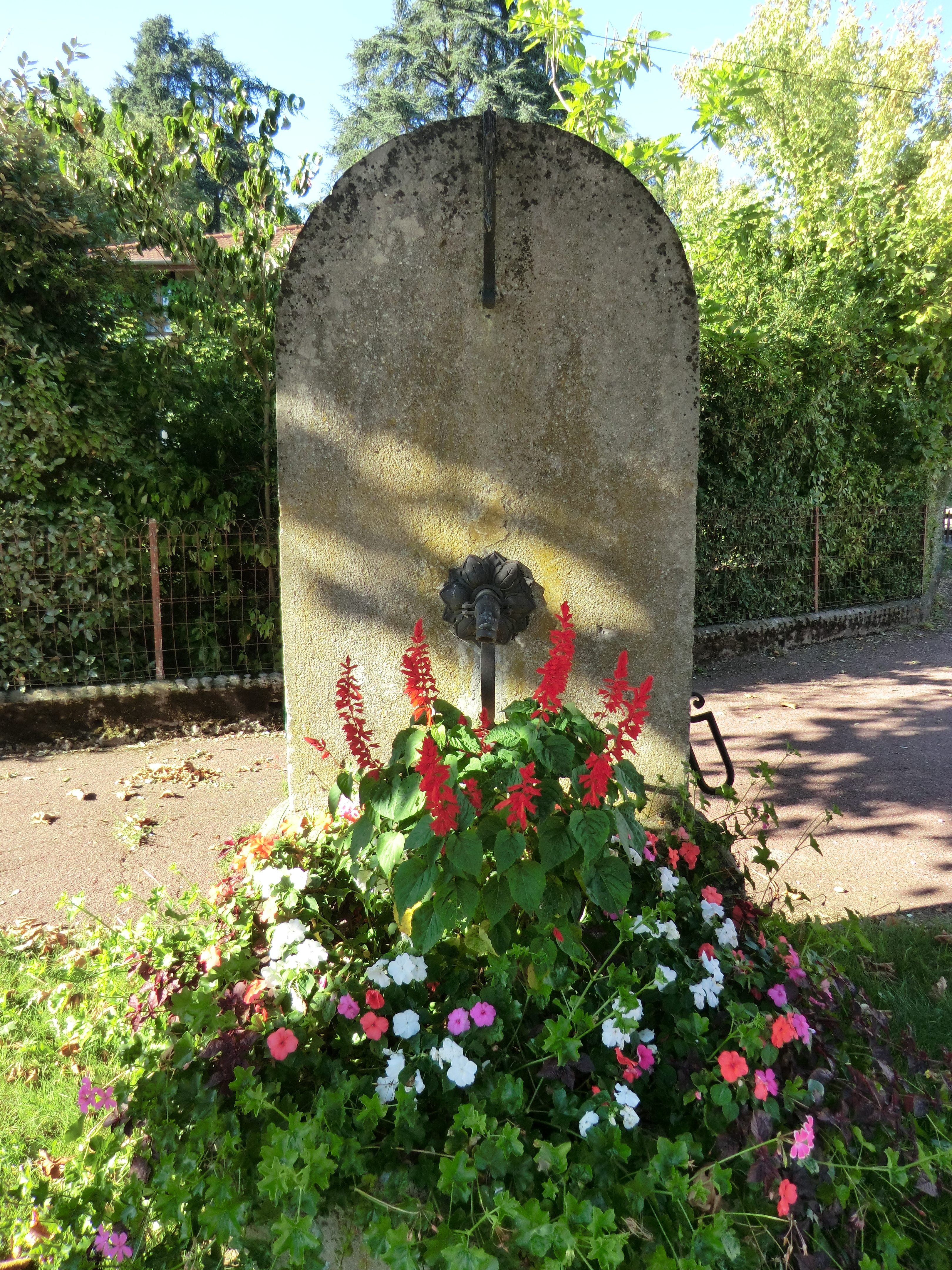
Fontaine à Versailleux.
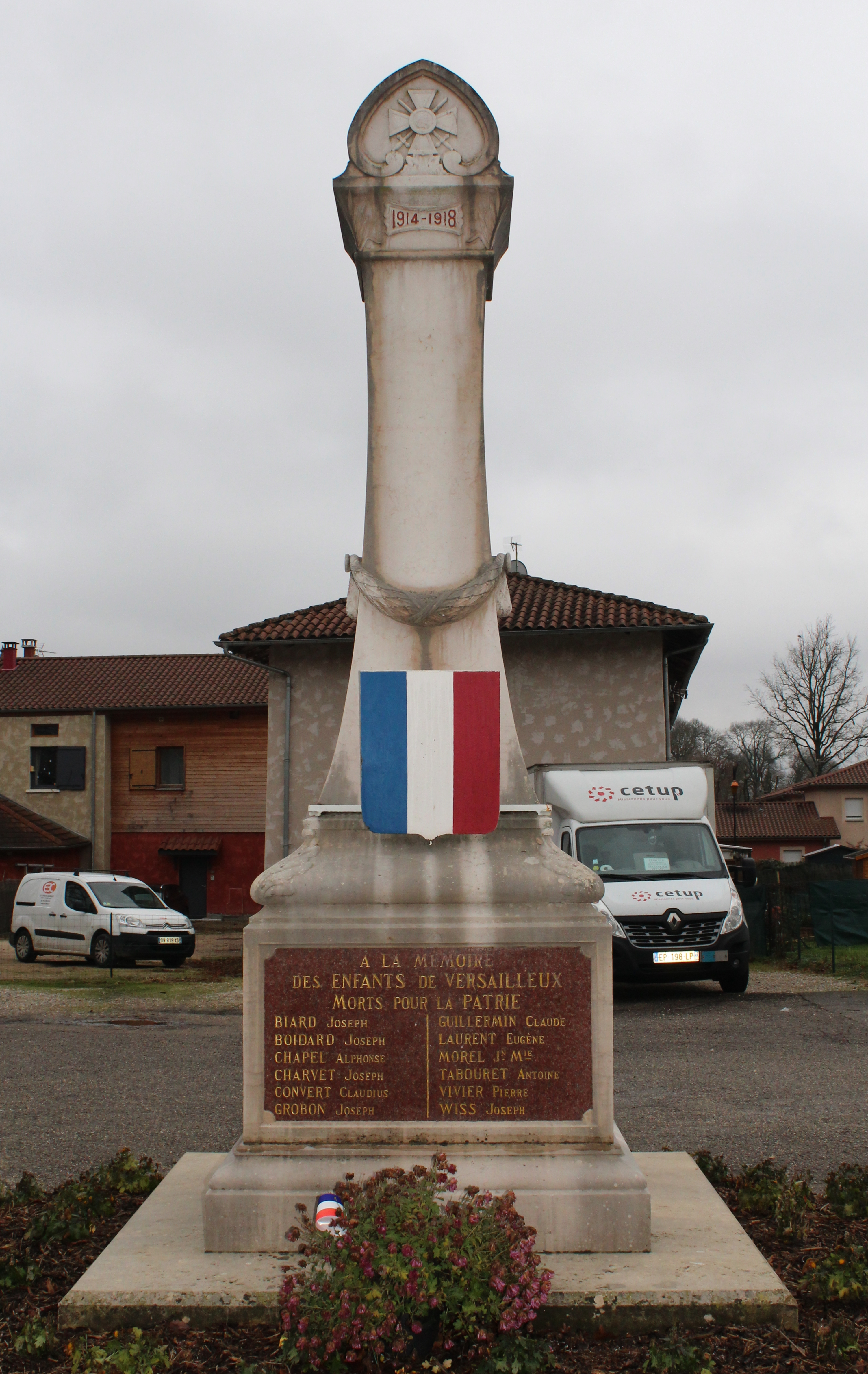
Monument aux morts.

### Espaces verts et fleurissement
En 2014, la commune de Versailleux bénéficie du label « ville fleurie » avec « une fleur » attribuée par le Conseil national des villes et villages fleuris de France au concours des villes et villages fleuris.

### Personnalités liées à la commune
- Pierre-Alexandre Richard (1836-1920), architecte français né dans la commune.
- Pierre de Monicault (1869-1953), homme politique français (il fut député et maire de la commune), décédé dans la commune.